# Seututie 900
Pour les articles homonymes, voir Route 900.
La route régionale 900 (finnois : Seututie 900) est une route régionale allant du centre de Kuhmo jusqu'à Kaitainsalmi à Sotkamo en Finlande,,.

## Présentation
La seututie 900 est une route régionale de Kainuu.

## Parcours
- Kuhmo
- Hietaperä
- Ala-Vieksi
- Viitavaara
- Soidinvaara
- Kaitainsalmi